# Walckenaeria weber
Walckenaeria weber là một loài nhện trong họ Linyphiidae.
Loài này thuộc chi Walckenaeria. Walckenaeria weber được Ralph Vary Chamberlin miêu tả năm 1949.